# Body-copy

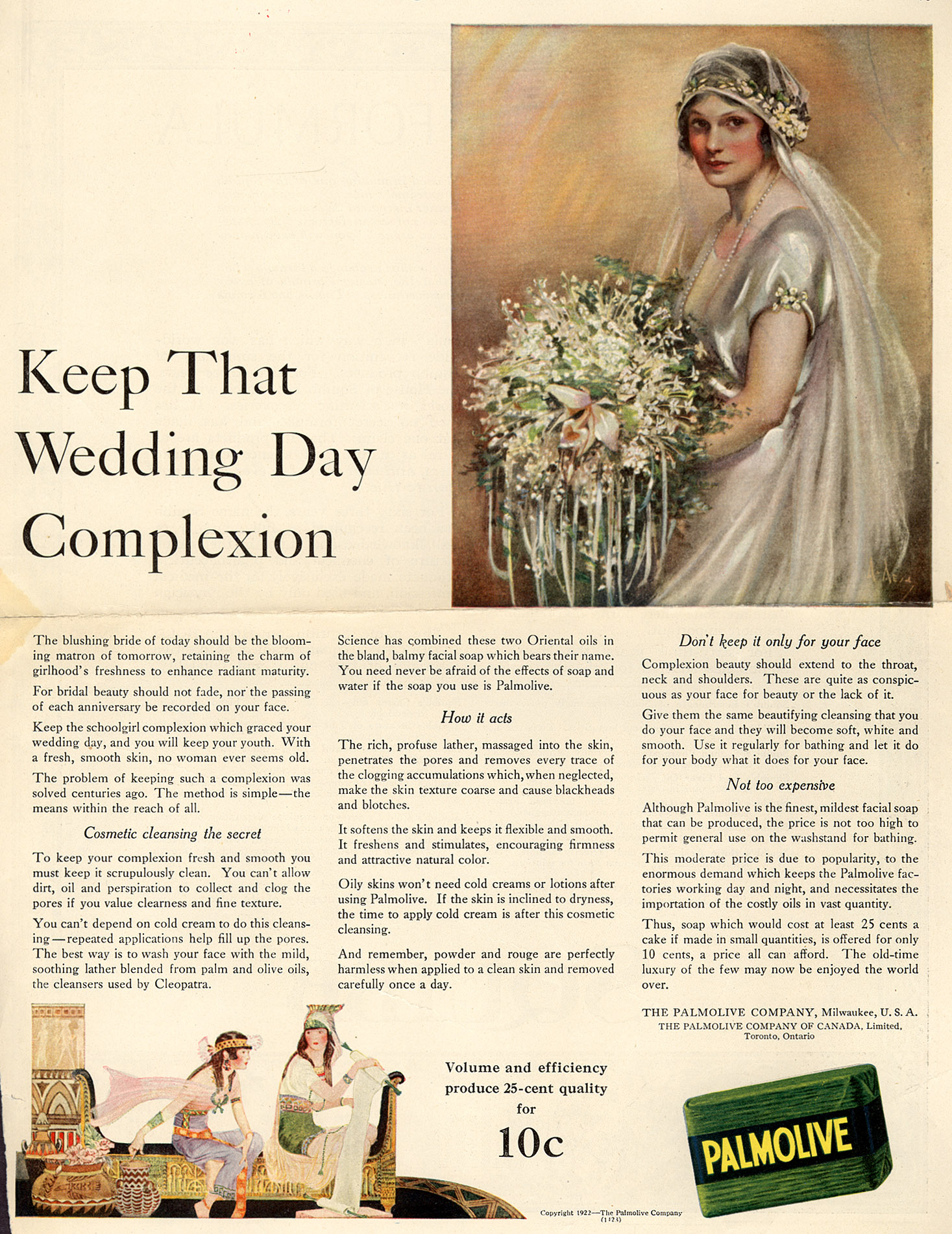
Un annuncio pubblicitario si basa sulla sinergia tra visuale, titolo e body-copy.

La body-copy rappresenta la parte descrittiva dell'annuncio pubblicitario stampato, cioè il testo.
 
Solitamente viene posta dopo il titolo (in inglese headline) ed ha come scopo principale quello di spiegare e completare il messaggio pubblicitario: spiega e fornisce supporto a ciò che l'headline promette o lascia intuire.
La body-copy, come ogni testo pubblicitario, è scritta dal copywriter. Il contenuto della body-copy dipende dal brief, come in genere tutta la creatività dell'annuncio. Il brief è un documento che sostanzialmente detta le "istruzioni" su cosa si desidera dire nell'annuncio, su quale tono si desidera utilizzare e su chi siano le categorie di persone cui ci si rivolge (il target).
Il testo che compare su un annuncio pubblicitario può avere lunghezze assai diverse in funzione del tipo di messaggio. Come ogni altro testo pubblicitario la lunghezza considerata accettabile si è drasticamente ridotta negli anni più recenti. Oggi una body-copy di 10 righe è solitamente considerata decisamente lunga e si tende a ritenere che difficilmente il pubblico sarà motivato a sufficienza per più di 5 righe. Viceversa 20 o 30 anni fa una body-copy poteva raggiungere una lunghezza di 2 o 3 colonne.
La body-copy può utilizzare stili e formule retoriche mutuati sia dal discorso diretto (il parlato quotidiano in uso presso quel certo pubblico, giovane o anziano che sia, maschile o femminile, destinatario dell'annuncio), sia da forme letterarie classiche (la prosa, la poesia), sia da forme meno tradizionali (ad esempio l'uso o l'invenzione di giochi di parole, assonanze fonetiche, ecc.). Il testo, pur nella sua eventuale costruzione creativa, deve sinteticamente assolvere comunque a una funzione informativa e rassicurativa, relazionata alla promessa implicita nel titolo o nell'headline dell'annuncio. 
La necessità di scrivere body-copy sempre più sintetiche, con uno stile creativo e coinvolgente, e al contempo capace di fornire tutte le informazioni, le motivazioni e i riferimenti necessari per l'utente, rappresenta dunque una sfida costante per ogni copywriter.